# Ada Kaleh
Ada Kaleh, nom qui signifie en turc « île fortifiée » était une petite île située dans le Danube, au niveau des Portes de Fer, nommée Oršovostrvo en serbe, Insula Orșovei en roumain et Uj-Orsova sziget en hongrois. Elle se situait à environ 3 km en aval d'Orșova et mesurait 1,75 km sur 0,5. 

## Histoire
Dans l'Antiquité, elle est décrite par Hérodote sous le nom de Cyraunis : « longue de 20 stades, étroite, elle est remplie d'oliviers et de vignes » (la présence des oliviers atteste d'une limite entre les climats méditerranéens « Csa » et les climats continentaux « Dfb » plus septentrionale qu'aujourd'hui). Le 22 février 1430, un document des chevaliers Teutoniques la décrit sous le nom de « Saan habitée par 216 valaques ». Par la suite elle apparaît sous le nom Ada Kaleh et elle est peuplée par des turcs car ce fut une garnison ottomane destinée à contrôler le trafic fluvial sur le Danube. L'île reste une enclave ottomane après que la principauté de Serbie fut devenue autonome (1817). Au Congrès de Berlin (1878), Ada-Kaleh partage le sort de la Bosnie-Herzégovine : elle reste nominalement turque mais est administrée (comme port franc) par l'Autriche-Hongrie.
Lorsque cette dernière se disloque en 1918, les habitants turcs, craignant d'être expulsés par le nouveau Royaume des Serbes, Croates et Slovènes demandent  à être rattachés au Royaume de Roumanie, ce qui est pris en compte par le Traité de Sèvres du 10 août 1920, par celui de Lausanne du 20 novembre 1922, et par le traité bilatéral roumano-turc du 24 juillet 1923. Ada Kaleh devient alors une escale bucolique des croisiéristes sur le Danube,, une « mini-Turquie » proche, accueillante et bon-marché, ce qui assure sa prospérité. Sa place dans la culture roumaine n'est pas négligeable car elle fut un lieu prisé par les peintres, les poètes, les compositeurs. Ses principales productions étaient les abricots séchés, le parfum de rose et les loukoums à l'abricot, à la pêche ou à la rose.

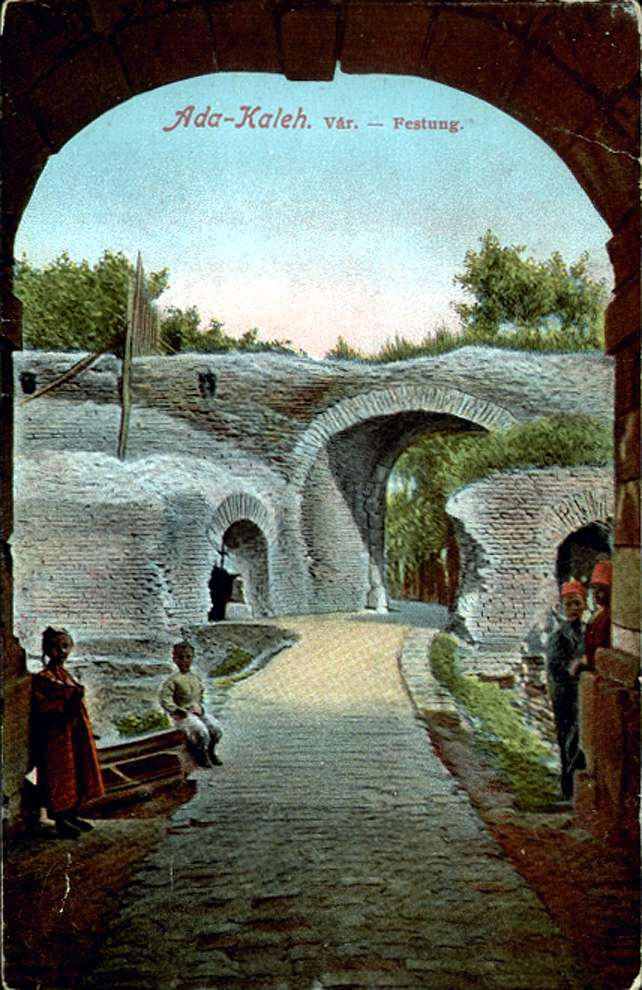
Carte postale de l'île à l'époque austro-hongroise.
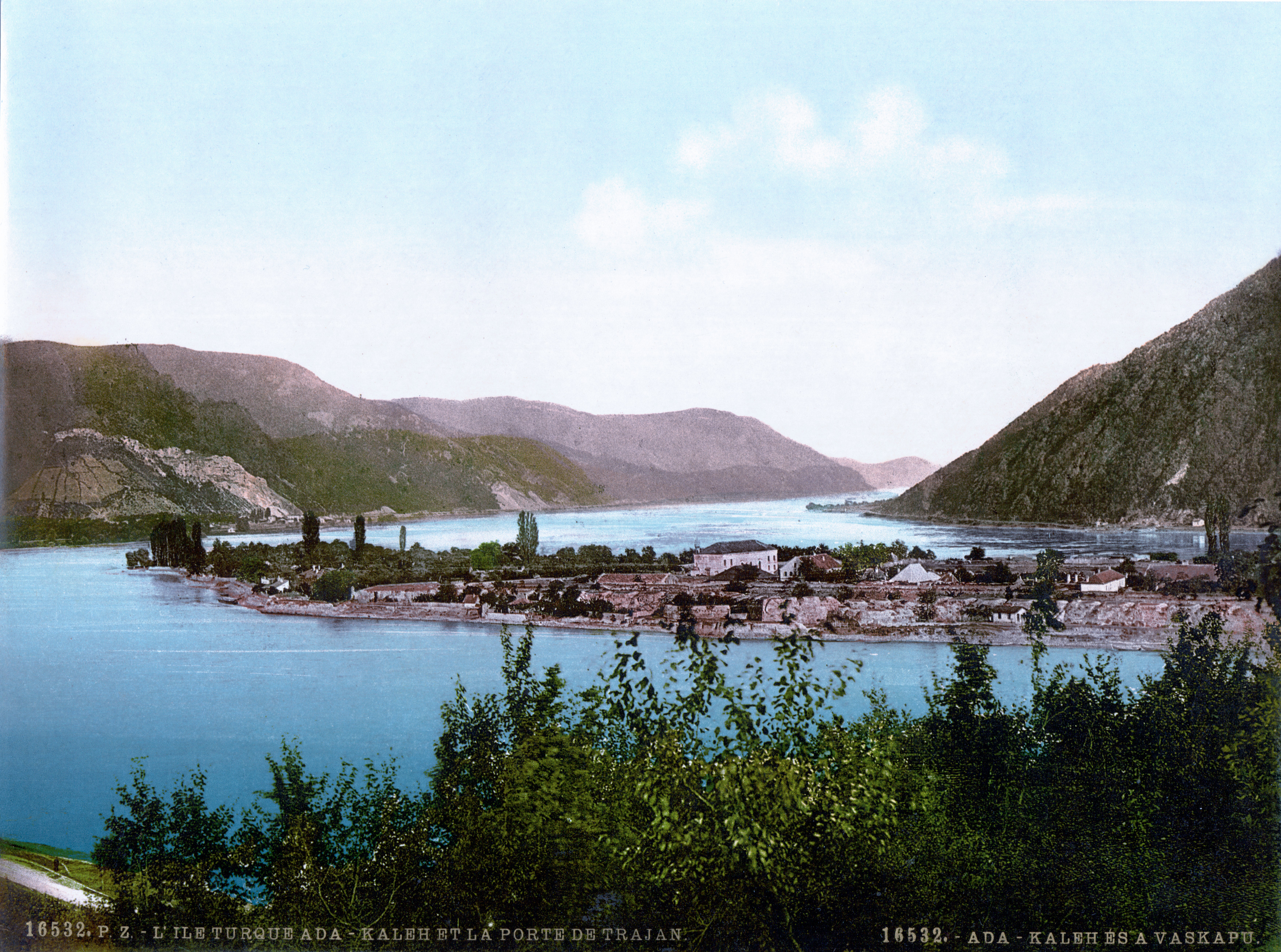
Photo prise du train Timișoara-Craiova à l'époque austro-hongroise.
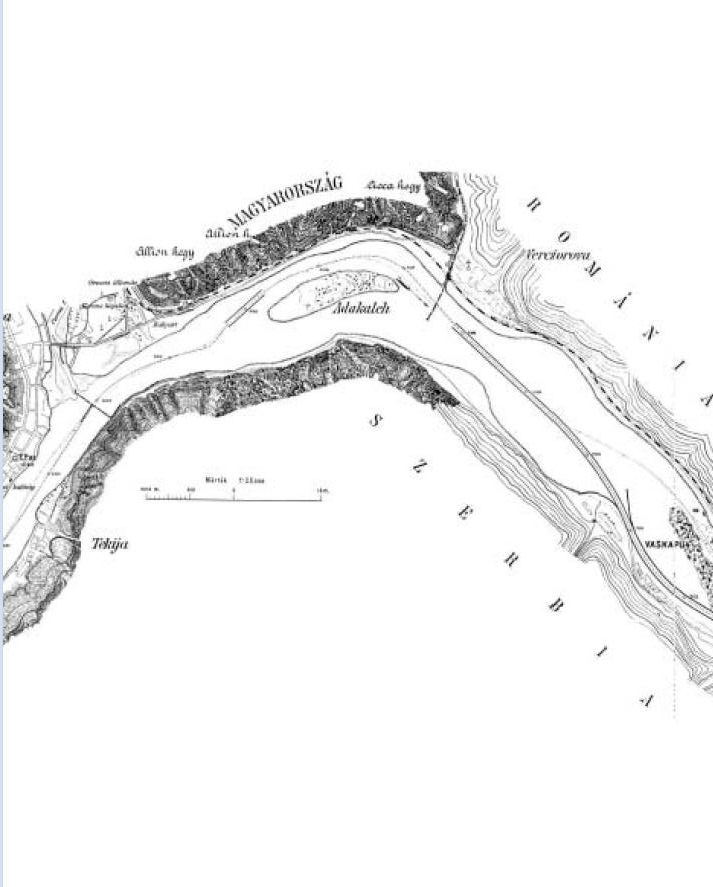
Plan du site en 1918 (carte hongroise).
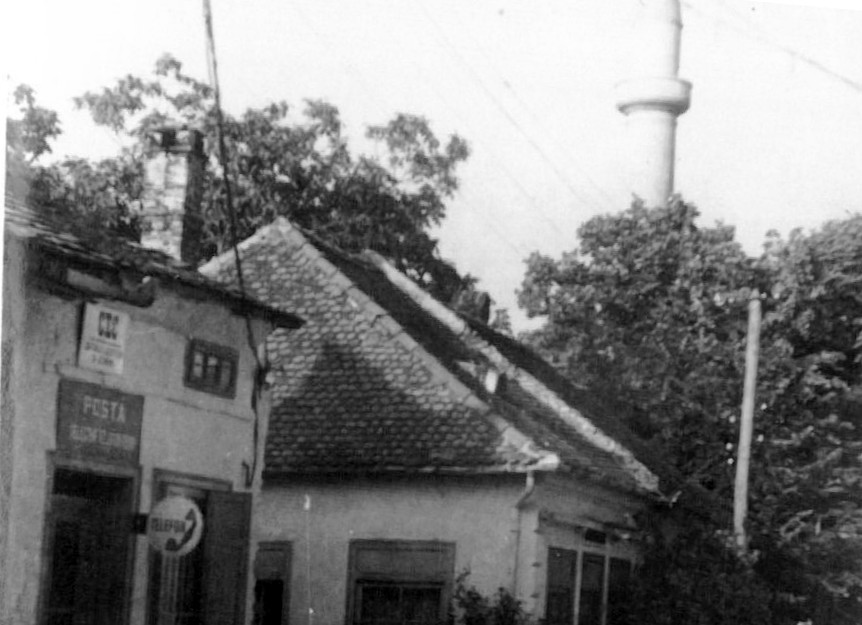
La mosquée de l'île en 1968.
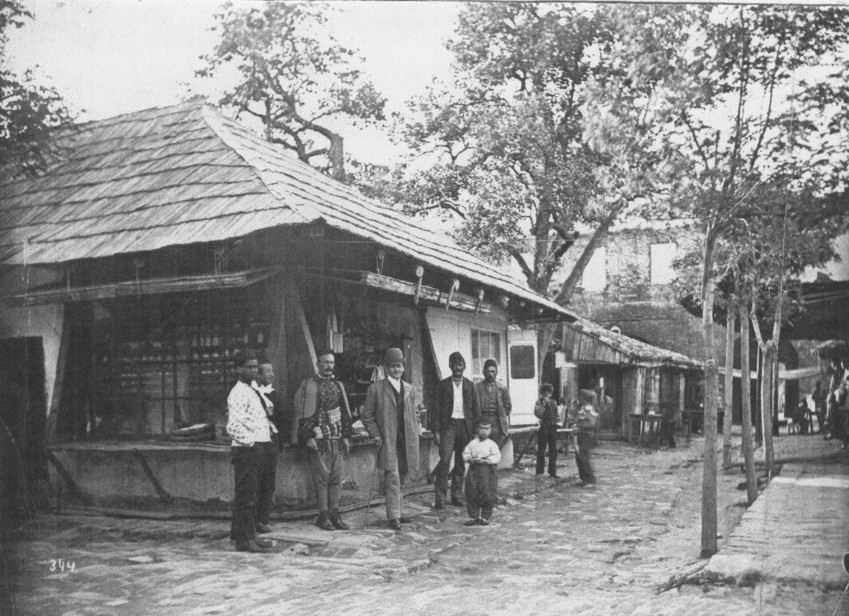
Le bazar de l'île d'Ada Kaleh.
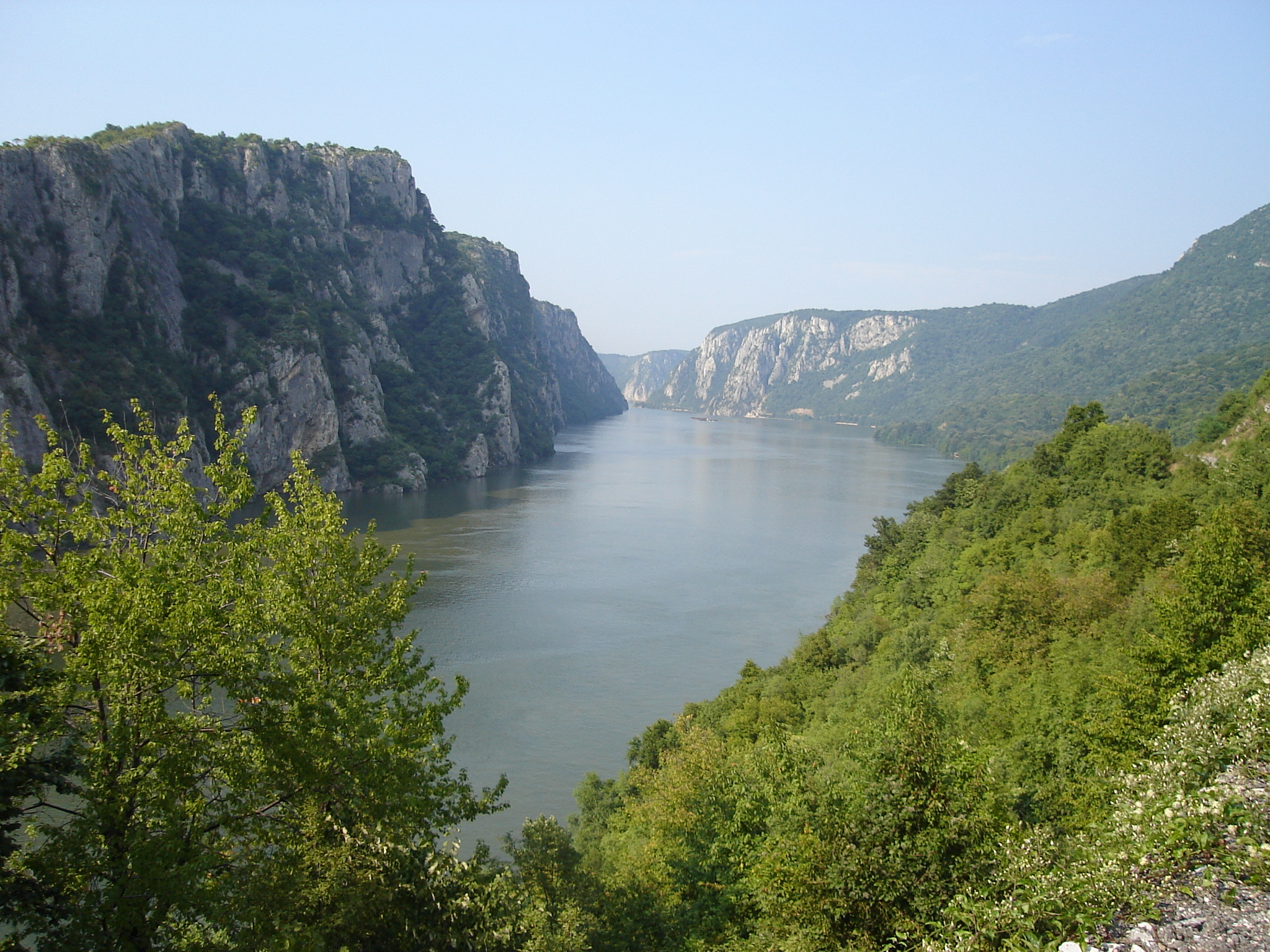
Le site en 2006.

L'île est entièrement submergée par le lac de retenue du barrage roumano-yougoslave de Kladovo-Turnu Severin en 1970. Beaucoup de ses habitants avaient déjà émigré vers la Turquie pour échapper à la dictature communiste roumaine : ceux qui étaient restés les ont alors rejoints.

## Dans la littérature
Dans son récit  Entre fleuve et forêt deuxième partie du voyage de Patrick Leigh Fermor de Londres à Constantinople, l'auteur décrit un délicieux passage en 1934 avec un groupe d'habitants et évoque l'histoire de l'île. Dans la postface il revient sur la disparition de l'île dans un texte d'une grande sensibilité.
Cent trente milles du Danube se sont transformés en une mare immense, qui a gonflé et défiguré totalement le cours du fleuve. Elle a supprimé les canyons, changé les escarpements vertigineux en douces collines, gravi la belle vallée de la Cerna presque jusqu'aux bains d'Hercule.

Mythes, voix perdues, histoire et ouï-dire ont tous été vaincus, en ne laissant qu’une vallée d’ombres. 

## Voir ausii

### Webographie
- (de) Ada Kaleh, die Inselfestung
- (ro) Ada Kaleh, Porto franco